# سيدي امحمد اخديم
سيدي امحمد أخديم هي قرية مغربية غرب المملكة. تنتمي سيدي امحمد أخديم لإقليم الجديدة الساحلي جنوبي الدار البيضاء. تضم هذه القرية 10.745 نسمة (إحصاء 2004).